# Tachardiobius silvestrii
Tachardiobius silvestrii är en stekelart som beskrevs av De Santis 1954. Tachardiobius silvestrii ingår i släktet Tachardiobius och familjen sköldlussteklar. Inga underarter finns listade i Catalogue of Life.